# Gabriela Antunes
Gabriela Antunes (8 tháng 7 năm 1937 - 3 tháng 4 năm 2004) là một nhà văn và nhà giáo dục người Angola.

## Tiểu sử
Antunes được sinh ra vào ngày 8 tháng 7 năm 1937 tại Huambo. Sau khi hoàn thành trường trung học ở Huambo, bà chuyển đến Lisbon năm 1955. Bà có bằng cử nhân ngôn ngữ học ở Đức. Antunes có được bằng sau đại học về Giáo dục và Tiếng Anh ở Luanda. Bà bắt đầu làm việc tại Trường Thương mại và Công nghiệp Sarmento Rodrigues, và năm 1964 được nhận làm việc tại Viện Thương mại Anh và Đức tại Luanda. Bà cũng dạy tại Viện tư nhân cao cấp của Angola. Antunes là Điều phối viên UNESCO của Bồ Đào Nha ở Angola. Ngoài ra, bà còn là giám đốc của Thư viện Quốc gia Angola.
Gabriela Antunes là giáo sư và điều phối viên chương trình báo chí tại Viện Cao học Kinh tế Luanda. Trong lĩnh vực thể thao, bà đã từng làm vị trí chủ tịch của cuộc họp chung của Liên đoàn Bơi lội Angolan. Năm 1980, bà chuyển công việc từ Bộ Giáo dục sang Bộ Văn hóa, do António Jacinto đứng đầu vào thời điểm đó. Tại thời điểm này, bà đã trở nên quan tâm hơn đến văn học của trẻ em. Antunes tham gia Liên minh Nhà văn Angola (UEA) vào tháng 6 năm 1984. Năm 1986, bà tổ chức một chương trình dành cho trẻ em trên Truyền hình Công cộng Angola. Bà đã tham gia một số hội thảo và hội nghị ở châu Phi, Mỹ và châu Âu cũng như trong Biennial đầu tiên, được tổ chức vào tháng 12 năm 1995.
Một trong những tác phẩm nổi tiếng nhất của bà là Histórias Velhas, Roupa Nova hay Estórias velhas, roupa nova, một bộ sưu tập bốn chuyện kể cho trẻ em. Bà đã viết một số tác phẩm chuyển thể những câu chuyện truyền thống cho trẻ em, và khẳng định rằng sứ mệnh của bà là "nói với chúng về những điều của riêng chúng, về đất nước, vẻ đẹp và con người của Angola." Bà đoạt giải Văn hóa của Quỹ Văn hóa Bồ Đào Nha năm 1999 cho những đóng góp của bà cho văn học Bồ Đào Nha. Ngày 25 tháng 2 năm 2000, bà được vinh danh tại Viện Camões, Đại sứ quán Bồ Đào Nha ở Angola, cho các tác phẩm văn học của bà.